# Secrets de família
Secrets de família fou la segona telenovel·la d'emissió diària que va emetre TV3 durant l'any 1995, com a successora de Poble Nou. Aquesta vegada, l'acció succeïa a Girona.

## Repartiment
- Montse Guallar: Dolors Alsina
- Sergi Mateu: Narcís Riera
- Pep Ferrer: Albert Riera
- Núria Hosta: Joana Alsina
- Joan Massotkleiner: August Pagès
- Montserrat Carulla: Martina Comes
- Josep Castillo Escalona: Narcís Riera “Siset”
- Ingrid Rubio: Marta Riera
- Carme Abril: Eva
- Chisco Amado: Enrique López Aguado
- Pere Arquillué: Àngel
- Jordi Banacolocha
- Nadala Batiste: Trini
- Joan Borràs: Marçal Alsina
- David Bosch: Oscar
- Lluïsa Castell: Fina Busquets
- Sílvia Escuder: Laia
- Eduard Farelo: Serrats
- Esteve Ferrer
- Abel Folk: Francesc Vidal
- Miquel García Borda: Joan Masferrer
- Vicente Gil
- Beatriz Guevara
- Santi Ibáñez: Eliseu Palahí
- Josep Julien: Vicenç
- Pepa López: Isabel Canals
- Lluïsa Mallol: Montse Gispert
- Josep Minguell: Esteve Major
- Pere Molina: Pere Riera
- Rosa Novell: Maria Lluïsa Rocamora
- Marta Ollé: Farners Llorenç
- Francesc Orella: Claudi
- Albert Pérez
- Ariadna Planas: Èlia
- Pep Planas: Aleix Riera
- Marta Roca: Irene Pagès Alsina
- Pep Sais
- Liberata Sepa: Kebala
- Lluís Soler: Comissari Cortés
- Artur Trias
- Al Victor: Mickey
- Emma Vilarasau: Laura Cufí
- Jordi Cadellans
- Carme Sansa
- Mercè Comes: Rita

## Audiències
Va tenir una mitjana de 678.000 teleespectadors.